# NGC 6641
NGC 6641 (другие обозначения — UGC 11250, MCG 4-43-35, ZWG 142.49, IRAS18268+2252, PGC 61935) — галактика в созвездии Геркулес.
Этот объект входит в число перечисленных в оригинальной редакции «Нового общего каталога».